# Контадорский процесс

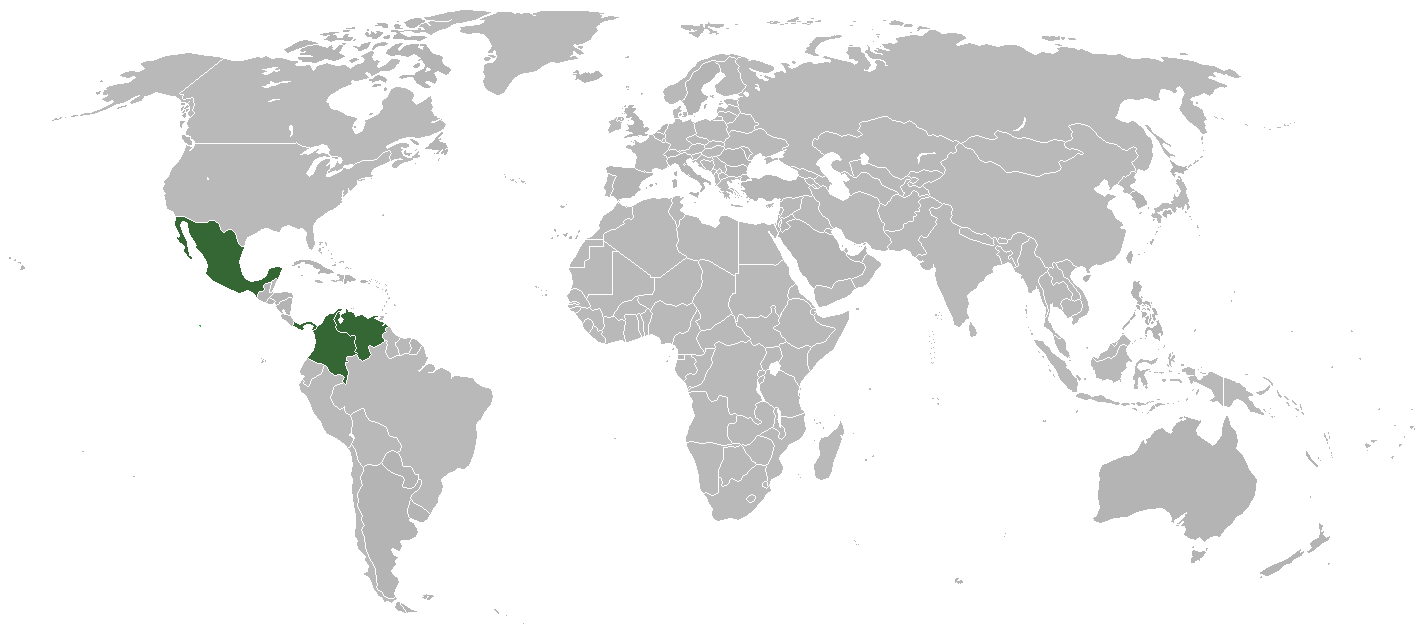
Страны Контадорской группы

Контадорский процесс — дипломатические усилия ряда государств Латинской Америки по политическому урегулированию положения в Центральной Америке, вызванные вооружёнными конфликтами в Гватемале, Никарагуа и Сальвадоре и организационно оформленные в виде деятельности Контадорской группы и Группы поддержки Контадоры.

## Контадорская группа
В 1983 году была сформирована Контадорская группа, в которую вошли:
- Венесуэла,
- Колумбия,
- Мексика,
- Панама.

Первая встреча министров иностранных дел группы с целью обсуждения положения в Центральной Америке состоялась 8-9 января 1983 года на панамском острове Контадора (отсюда название).

## Группа поддержки Контадоры
В 1985 году была образована Группа поддержки Контадоры, куда вошли:
- Аргентина,
- Бразилия,
- Перу,
- Уругвай.

## Усилия по мирному урегулированию
Обе группы выступают за поиск политического урегулирования положения в Центральной Америке на основе разработки Акта о мире и сотрудничестве в Центральной Америке — договорно-правового документа, включающего обязательства пяти центральноамериканских государств (Гватемала, Гондурас, Коста-Рика, Никарагуа, Сальвадор) в политической, социально-экономической областях и сфере безопасности.
Вскрывшаяся в ноябре 1986 года афера Иран-контрас ослабила влияние США на процесс мирного урегулирования.
7 августа 1987 года главы пяти центральноамериканских государств: Гватемалы,
Гондураса, Коста-Рики, Никарагуа и Сальвадора — подписали документ «Меры по установлению прочного и длительного мира в Центральной Америке», согласовав порядок и конкретные сроки осуществления достигнутых договорённостей.
По мнению советских политических комментаторов, подписание данного документа позволило «практически приступить к разблокированию конфликтной ситуации и созданию стабильных мирных условий для решения острых социально-экономических проблем каждой отдельной страны и всего региона в целом».
В марте 1988 года правительство Никарагуа подписало с руководством вооруженной оппозиции соглашение о временной приостановке военных действий на всей территории страны.